# Orestes krijnsi
Orestes krijnsi ist eine in Vietnam beheimatete Gespenstschrecken-Art.

## Merkmale
Die Weibchen sind 42,6 mm bis 44,7 mm lang. Wie die von Orestes mouhotii und Orestes draegeri haben auch sie einen flachen Kopf. Das heißt, dass sämtliche Strukturen, mit Ausnahme der Centralcoronale, die Datamini üblicherweise auf dem Kopf tragen, zwar vorhanden sind, aber nur als kleine Tuberkel (Siehe auch Acanthotaxie der Heteropterygidae). Im Unterschied zu den anderen flachköpfigen Arten, ist bei Orestes krijnsi der Mesothorax nicht parallelseitig, sondern nach hinten erweitert. Außerdem befinden sich an den Meso- und Metapleuren deutlich ausgebildete Erweiterungen über den Coxen mit gut erkennbaren, lateralen Dörnchen. Arttypisch ist auch das Fehlen von Stacheln oder Zähnchen an den Tibien der Hinterbeine. Der Kamm, welcher sich medial auf dem hinteren neunten Tergit des Abdomens befindet, ist deutlich verlängert und dachförmig. Neben den typischen hellen Beige- und Brauntönen, zeigen frisch adulte Weibchen kontrastreiche Muster aus fast weißen, dunkelbraunen und schwarzen Flecken.
Die Männchen sind etwa 34 bis 37 mm lang und gattungstypisch mittel- bis dunkelbraun gefärbt. Ihr auffälligstes Merkmal ist der stark erhöhte Hinterrand des Mesonotums und der weniger stark, aber immer noch deutlich erhöhte Rand des Metanotums. Von der Seite betrachtet wirken diese Erhöhungen wie zwei Buckel auf dem Thorax. Der Mesothorax wird nach hinten breiter. An den Metapleuren befinden sich deutliche Supracoxalstacheln. Auf dem Kopf sind die vorn liegenden Supraantenalen als deutliche Stacheln vorhanden und leicht nach außen gerichtet. Ihnen folgen die stachlig ausgebildeten Supraoccipitalen. Auf dem Scheitel befinden sich die konisch, stachligen vorderen Coronalen. Die hinteren und seitlichen Coronalen sind als kleine konische Tuberkel erkennbar, die gemeinsam mit der verlängerten Kante eines hinter den Augen liegenden Kamms (postoculare Carina) eine Krone an der Spitze des Scheitels bilden.

## Vorkommen und Lebensweise
Die Art ist bisher nur aus der Ninh Thuận Provinz im Süden Vietnams bekannt, wo sie im Nationalpark Nui Chua.
Wie die meisten Gespenstschrecken ist auch Orestes krijnsi nachtaktiv. Bei Berührung lassen sich die Tiere zu Boden fallen, legen die Beine an den Körper und richten die Fühler längs zum Körper aus, wodurch sie einem kurzen abgebrochenen Ast ähneln (Phytomimese). Die Eier werden einzeln abgelegt, sind 3,4 mm lang, 2,0 mm breit und 2,5 mm hoch. Die Eikapsel ist oval, seitlich leicht zusammengedrückt und braun. Der Deckel (Operculum) ist schmal, konvex und stark zur dorsalen Seite der Kapsel hin verjüngt. Der ventrale Rand ist etwas breiter und gerundet. Sowohl Kapsel als auch Operculum sind mit 0,3 mm langen Haaren bedeckt, welche in einer enterhakenförmigen Struktur mit drei Haken enden. Die Mikropylarplatte ist dreiarmig. Mit einer vorderen und zwei nach hinten gerichteten Armen. Die Ränder der Mikropylarplatte sind kaum erkennbar. Die Mikropyle ist klein, schwarz, becherförmig und hervorstehend (Siehe auch Eier der Gespenstschrecken). Durch Farbe und Form unterscheiden sich die Eier von Orestes krijnsi von denen aller anderen, bekannten Orestes Arten.

## Taxonomie und Systematik
Joachim Bresseel und Jérôme Constant fanden bei nächtlichen Aufsammlungen zwischen dem 3. und 9. Juli 2014 mehrere Tiere dieser Art im Nationalpark Nui Chua. In ihrer 2018 veröffentlichten Arbeit über die Gattung Orestes beschrieben sie neben fünf weiteren auch diese Art. Der Artname ist Rob Krijns gewidmet, einem niederländischen Gespenstschreckenzüchter, der neben dieser auch andere Arten bzw. Stämme gehalten und nachgezogen hat, welche Bresseel und Constant aus Südostasien mitgebracht hatten. Eines der gesammelten Männchen wurde als Holotypus, im Museum für Naturwissenschaften in Brüssel hinterlegt. Weitere drei Männchen und vier Weibchen sowie Eier sind als Paratypen hinterlegt. Bei ihnen handelt es sich entweder um Tiere vom Fundort oder daraus hervorgegangenen Tieren aus der Zucht von Krijns bzw. Daniel Dittmar. Ein adultes Pärchen der Paratypen befindet sich im Vietnamesischen National Museum for Nature in Hanoi, die restlichen Paratypen in Brüssel.
Wie molekulargenetische, im Jahr 2021 veröffentlichte Untersuchungen von Sarah Bank et al. zeigten, bildet Orestes krijnsi die Schwesterart zu allen anderen untersuchten Orestes Arten, die somit innerhalb der Gattung eine Klade neben Orestes krijnsi bilden.

## Terraristik
In der Terraristik ist ein sexueller Zuchtstamm der Art zu finden. Er geht auf Tiere zurück, die von Bresseel und Constant 2014 aus dem Nationalpark Nui Chua in Vietnam eingeführt worden sind. Diese wurden, wie viele andere von Bresseel und Constant mitgebrachte Arten von Krijns erfolgreich nachgezogen und von der niederländisch-belgischen Arbeitsgruppe Phasma an andere Interessenten verteilt. Bis zu seiner Gattungsneuzuordnung und Artbeschreibung 2018 wurde der Zuchtstamm nach dem Fundort als Pylaemenes sp. 'Nui Chua' bezeichnet. Er wird von der Phasmid Study Group unter der PSG-Nummer 405 geführt.
Die Haltung und Nachzucht von Orestes krijnsi ist etwas problematischer als die der meisten anderen Orestes Arten. Eine zu hohe Luftfeuchtigkeit ist zu vermeiden. Gefressen werden Blätter von Haseln, Brombeeren und anderen Rosengewächsen.

## Bilder

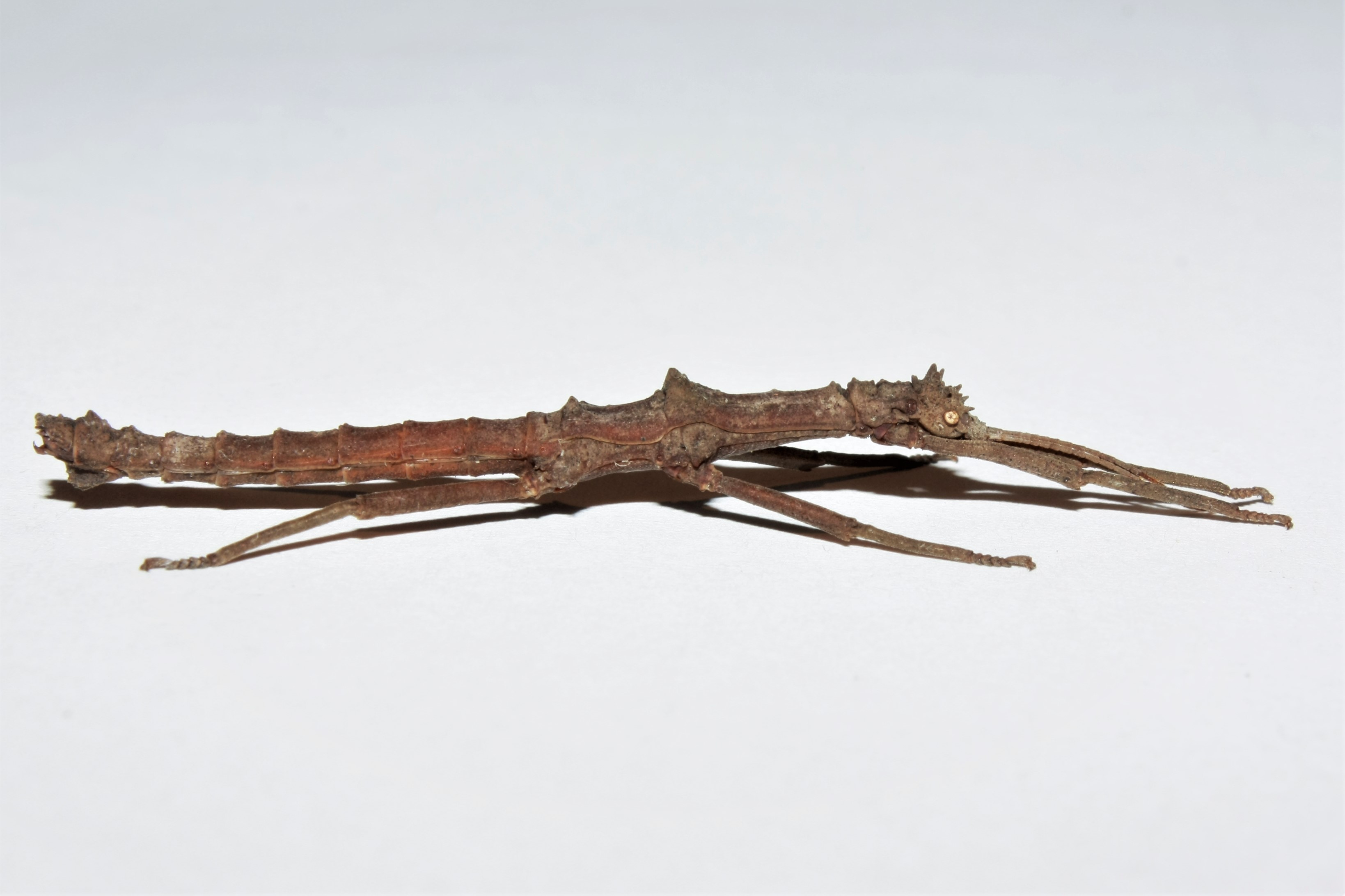
Männchen vom Nui-Chua-Zuchtstamm – lateral
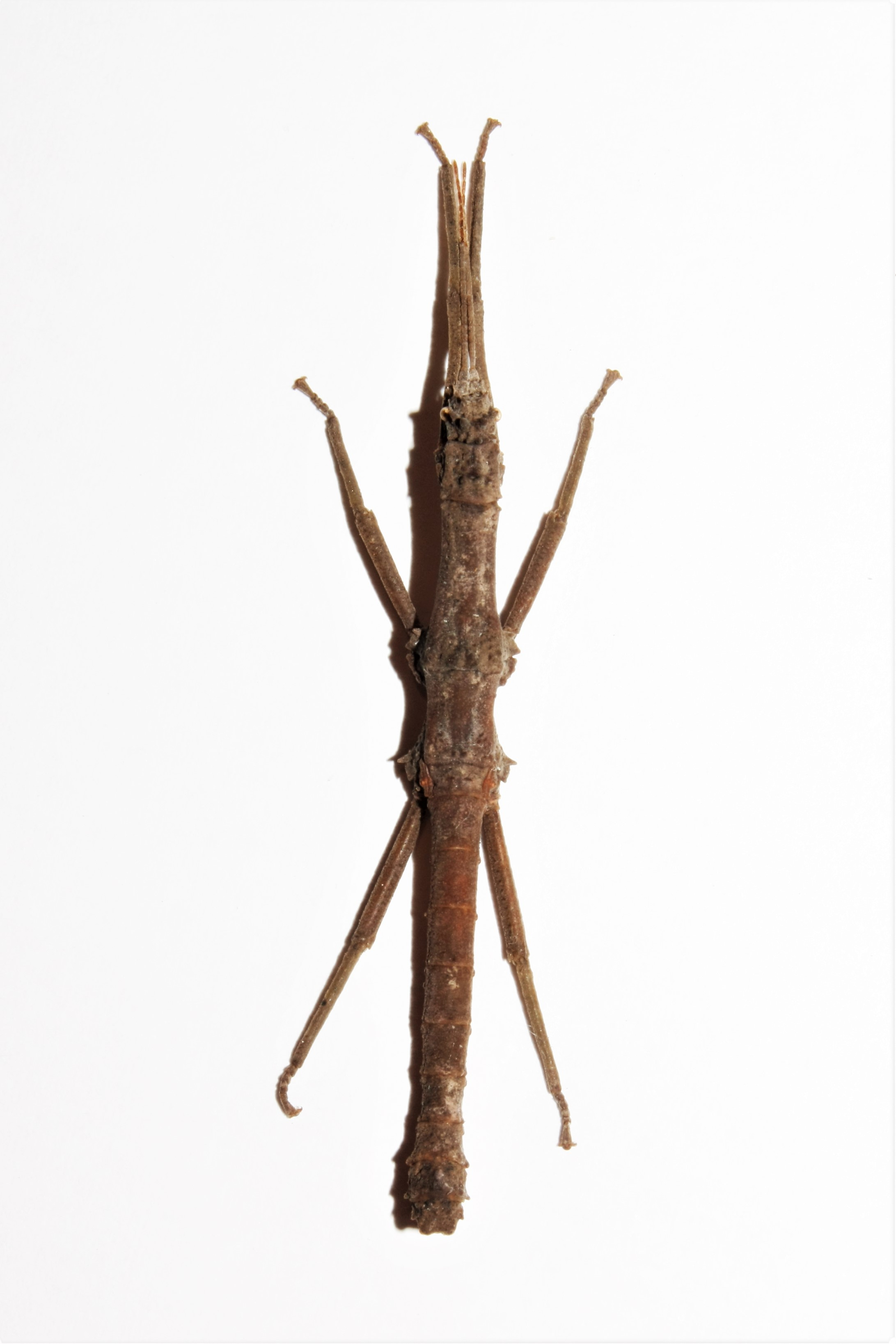
Männchen vom Nui-Chua-Zuchtstamm – dorsal
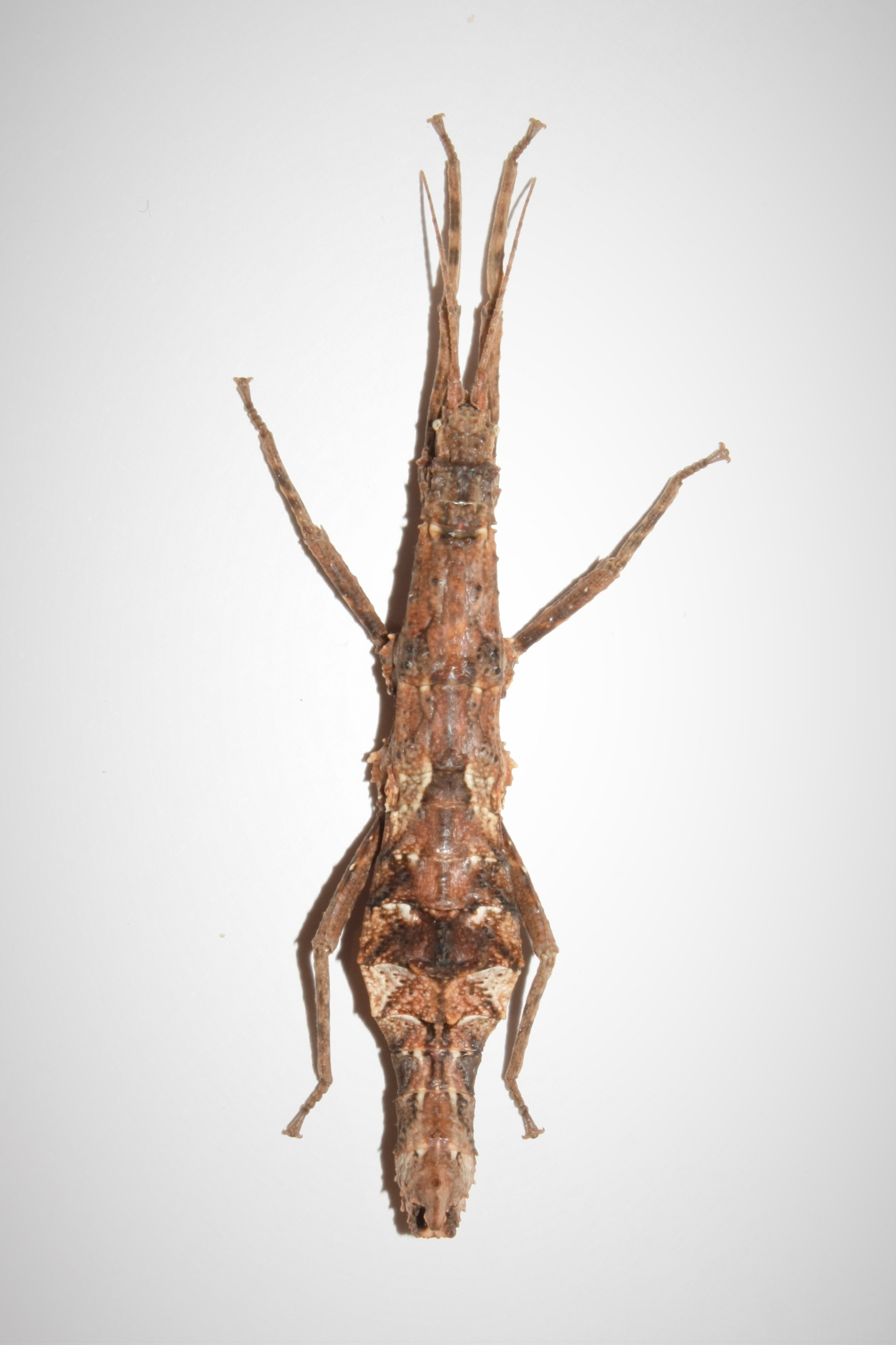
Weibchen vom Nui-Chua-Zuchtstamm – dorsal
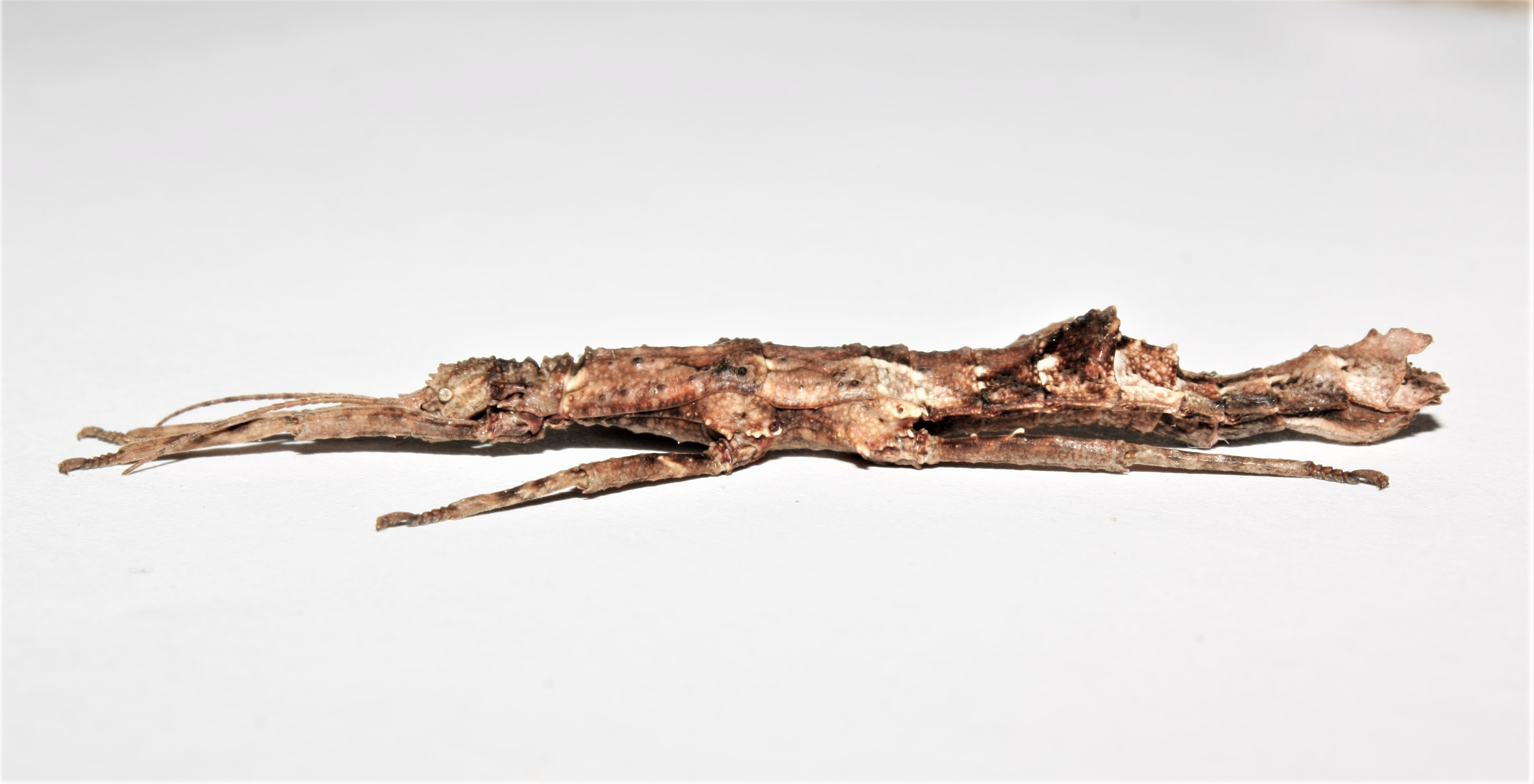
Weibchen vom Nui-Chua-Zuchtstamm – lateral